# Таса Донић
Таса Донић (Срез орашачки код Смедерева, 1863 — Београд, 4. јул 1939), учесник ослободилачких ратова 1912-18.
Током одбране Београда 1914-15. командовао је Банатским четничким одредом с незваничном титулом војводе. Деловали су на фронту од Панчева до Београда, запосевши дунавске аде, Стефанац, Чакљанац и Хују.
Умро је као председник Савеза старих српских добровољаца, а иначе је имао казанџијску радњу у Краља Александра 6. Сахрањен је у Смедереву.